# Gnamptogenys costata
Gnamptogenys costata é uma espécie de formiga do gênero Gnamptogenys.